# مالي والتون
مالي والتون (بالإنجليزية: Mali Walton)‏ (25 أبريل 1972 بفلينت في الولايات المتحدة - ) هو لاعب كرة قدم أمريكي في مركز الوسط. لعب مع Rochester Rhinos ‏ وIndiana Blast ‏ وريتشموند كيكرز وFlint City Bucks ‏ وBuffalo Blizzard ‏ وديترويت سفاري ‏ وSt. Louis Illusion ‏ وسانت لويس ستيمرز ‏ وتامبا باي تيرور ‏ وفيلادلفيا كيكس ‏.

## وصلات خارجية
- مالي والتون على موقع قاعدة بيانات كرة القدم.إي يو (الإنجليزية)